# Marty Friedman
Martin Adam Friedman, detto Marty (Washington, 8 dicembre 1962), è un chitarrista e musicista statunitense.
Virtuoso musicista dotato di grande tecnica e velocità, è noto soprattutto per aver suonato nel gruppo Cacophony al fianco di Jason Becker dal 1986 al 1989 e nella thrash metal band Megadeth dal 1990 al 1999.

## Biografia

### Gli inizi
Inizia a suonare la chitarra da autodidatta a 14 anni, e cresce ascoltando hard rock, musica classica, blues e punk, emulando Ace Frehley dei Kiss, la sua principale fonte di ispirazione. Altri chitarristi che più lo hanno influenzato sono Johnny Ramone, Brian May, Frank Marino, Ritchie Blackmore, Uli Jon Roth, Tony Iommi, Randy Rhoads e Elliot Easton. Tra i suoi gruppi preferiti cita Kiss, Ramones, Black Sabbath, Raven e T-Rex.
La madre di uno degli amici di Friedman gestiva un centro eventi con un palco, e Friedman coi suoi amici lo usavano come spazio per delle prove, suonando canzoni proprie. Ben presto si sparse la voce sulla loro band e, dato che si trovavano in una zona rurale, la gente ci andava per socializzare ed ascoltare musica. Le "prove" diventarono così dei veri e propri spettacoli dal vivo.
Ancora adolescente, era già un virtuoso noto in città e conosce Tom Gattis, anch'egli chitarrista. I due formano i "Deuce", gruppo che incise in seguito due demo ma che non arrivò alla pubblicazione di un disco.
Nel 1982, Marty lascia Washington per trasferirsi alle Hawaii dove formò i "Vixen" (da non confondere con la band omonima tutta al femminile), gruppo che nemmeno un anno dopo cambiò nome diventando noto come gli "Hawaii".
Il gruppo pubblica due lavori, One Nation Underground (1983) e The Natives are Restless (1985). Anche l'attività di questo gruppo sarà breve e Marty stesso scioglierà la band.

### I Cacophony
Nel 1986, Marty torna in California e si stabilisce a San Francisco, luogo che, in quel periodo, vedeva la proliferazione di tante metal band. Qui conosce un giovanissimo chitarrista (ha circa otto anni in meno di lui) di nome Jason Becker che non aveva tanta esperienza musicale ma che possedeva un grande talento. I due diedero vita ai Cacophony. Inoltre, fu determinante l'incontro con Mike Varney, proprietario della neonata Shrapnel Records, casa discografica specializzata, perlopiù, nella produzione di dischi di musicisti virtuosi.
Con Varney come produttore, il gruppo incide Speed Metal Symphony nel 1987. Dare un nome chiaro al genere del disco è un po' difficile, dato che si tratta di un Heavy metal contaminato con influenze classiche e giapponesi. In primo piano si notano le chitarre di Friedman e Becker, autori di assoli (spesso eseguiti all'unisono) veloci e tecnici e di melodie ben orchestrate.
Dopo il successo di Speed Metal Symphony, viene dato alla luce il secondo capitolo Go Off! (1988). L'album, nonostante sia di buona qualità, non riesce a bissare il successo del suo predecessore e la band si scioglie. I due chitarristi decidono di intraprendere strade diverse rimanendo comunque ottimi amici. Becker entra a far parte della band dell'ex Van Halen, David Lee Roth, ma si ammalerà poi di SLA, mentre Friedman intraprende la carriera da solista ed entrerà nella Thrash metal band Megadeth.

### I Megadeth e gli album da solista

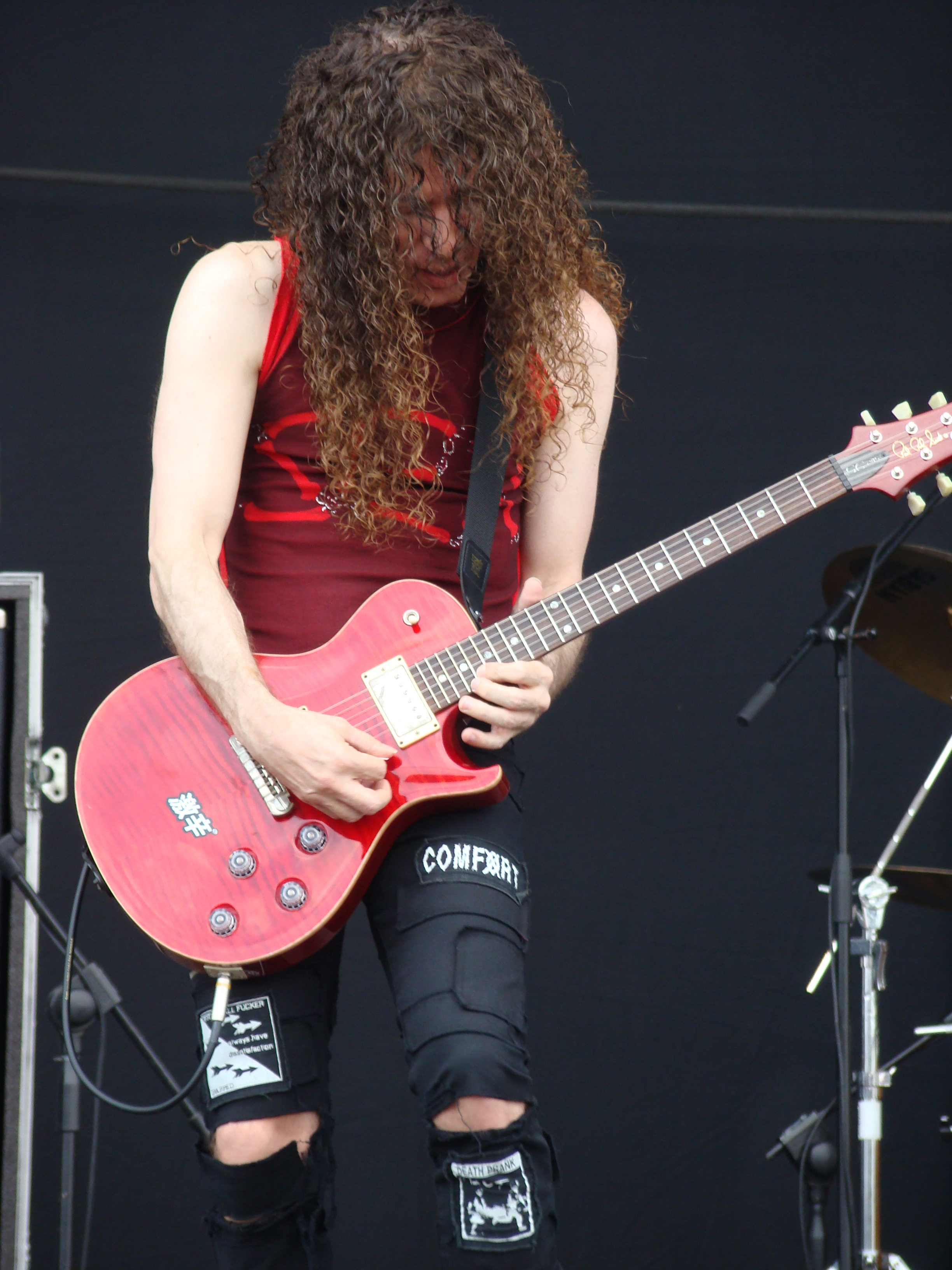
Marty Friedman in concerto al Gods of Metal nel 2009

Nel 1988, con l'ausilio del batterista Deen Castronovo (che suonò in Go Off!), incide Dragon's Kiss, il suo primo disco solista sulla scia dei Cacophony dove, però, viene dato più spazio all'armonia e alla melodia, a discapito della velocità, rimanendo sempre in campo Heavy metal.
Nel 1989 si aggrega ai Megadeth (dopo che Dimebag Darrell, chitarrista dei Pantera, aveva rifiutato la proposta del leader Dave Mustaine), abbandonando, momentaneamente, l'attività solistica. Viene pubblicato Rust in Peace nel 1990, album storico del Thrash metal dove Marty Friedman mette in mostra tutte le sue grandi capacità alla chitarra solista, in particolare, l'assolo di chitarra nel brano Tornado of Souls è a tutt'oggi ritenuto uno dei migliori assoli nella storia del metal. Lo stesso Friedman ha ricordato più volte che fu questo assolo a convincere Dave Mustaine ad assumerlo nella band dopo l'audizione.
Nei Megadeth, Marty instaura un ottimo rapporto, sia amichevole che professionale, con il batterista Nick Menza il quale lo accompagnerà nei suoi album solisti come Scenes (1992), Introduction (1995) e True Obsessions (1996), tre album che hanno poco o nulla di Heavy metal, e in cui è evidente l'inserimento nello stile di Friedman di elementi Blues e Progressive rock.
Coi Megadeth inciderà altri album come Countdown to Extinction (1992) e Youthanasia (1994), dischi che videro i Megadeth allontanarsi dal Thrash (ricevendo aspre critiche dai vecchi fans) per avvicinarsi ad un Heavy metal maggiormente commerciale. Comunque questi lavori ricevettero buoni consensi da parte della critica e permisero alla band di vincere il disco di platino. Inoltre, il cambiamento stilistico non ha sminuito le prestazioni di Marty, il quale continua a manifestare il suo interesse per l'armonia anziché per il virtuosismo. Il cambiamento vero e proprio avviene nel 1997 con l'album Cryptic Writings e poi Risk (1999),dischi orientati verso uno stile hard-rock che ricevettero parecchie critiche dai fans, dopo di ciò nel dicembre 1999 Friedman annunciò la sua partenza dai Megadeth, suonando il suo ultimo spettacolo con la band il 14 gennaio 2000 al Moore Theatre di Seattle. Marty Friedman in seguito dichiarò: "All’epoca in cui sono uscito c’erano un sacco di altre band mille volte più pesanti dei Megadeth, in quegli anni i vari Korn, Marilyn Manson e perfino i Limp Bizkit suonavano più cattivi di noi, il nostro sound era davvero leggero e datato. Non c’è nulla di male in tutto ciò, ma in una band chiamata MEGADETH dal mio punto di vista non era accettabile. Ho provato a portare qualche nuova idea per cambiare direzione ma non è stata accettata, per questo ho deciso di lasciare la band, per motivi puramente musicali. So bene che la musica non è una gara a chi suona più cattivo, ma ero e resto convinto che avremmo potuto fare molto meglio quello che le altre band suonavano all’epoca".

### Dopo i Megadeth

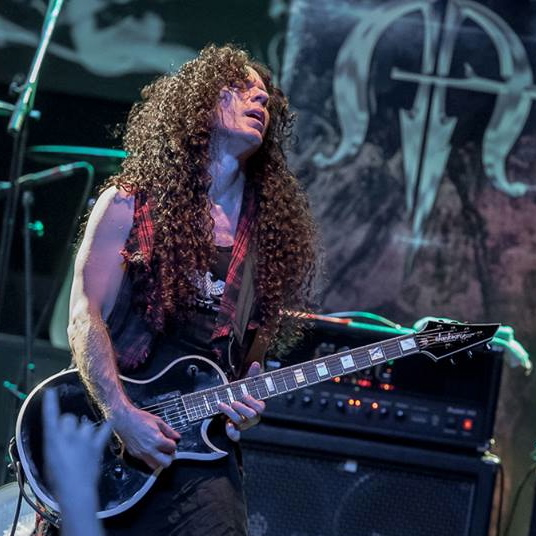
Marty Friedman in concerto negli USA nel 2016

Dopo i Megadeth Marty Friedman si trasferisce in Giappone riprendendo la sua attività da solista, dichiarando che già verso la fine degli anni '90 iniziò ad interessarsi alla musica pop e rock giapponese.
Nel 2003 pubblica Music for Speeding, album fortemente influenzato da generi come musica elettronica e J-pop, privo quindi dei numeri funambolici che caratterizzarono la fase iniziale della sua carriera. 
Nel 2006 pubblicò Loudspeaker, disco che si presenta come un ritorno alle sonorità del passato, con l'elettronica che viene un po' messa da parte e per dare spazio a riffs molto potenti in puro stile Thrash metal.
Il 12 marzo 2008 Friedman lancia sul mercato giapponese il suo nuovo album Future Addict,e nel giro di poco tempo pubblica Tokyo Jukebox (2009) e Bad DNA (2010). Dopo di ciò inizia un tour mondiale con due date italiane; il 14 maggio 2011 ha suonato al Jailbreak di Roma, e il 15 maggio 2011 al Bloom di Mezzago. Il 1º giugno 2011, inoltre, Marty Friedman ha tenuto una clinic dimostrativa presso lo Stonehenge Live Music Pub di Terracina (Latina).
Il 14 settembre 2011 esce in Giappone il suo nuovo lavoro,Tokyo Jukebox 2, album che, come intuibile, è il proseguimento del precedente Tokyo Jukebox uscito nel 2009.
Il 27 maggio 2014 esce Inferno, disco che contiene 12 tracce con varie collaborazioni di diversi artisti, e nel 2017 pubblica Wall of Sound.
Nel 2018 partecipa alla cover del brano Moete hero, nota sigla di Capitan Tsubasa, usata come 2°sigla finale del suo reboot (1°arco).
Nel 2021 esce Tokyo Jukebox 3.

## Ritorno coi Megadeth
Dopo varie voci, il leader dei Megadeth, Dave Mustaine, ha confermato via social che, in occasione dello show che la band tenne il 27 febbraio 2023 al Budokan di Tokyo, sarebbe salito sul palco con la band l’ex chitarrista Marty Friedman per suonare tre pezzi a fine show:“Io e Marty siamo rimasti amici negli ultimi 23 anni, dall’ultima volta che abbiamo suonato assieme,lui è ancora tra i migliori chitarristi che io abbia mai visto. Questa è una sorpresa incredibile sia per i fan che per me.”
L’evento è stato trasmesso in live streaming, e successivamente pubblicato on demand fino al 2 marzo 2023.

## Vita privata e strumentazione
Attualmente Marty Friedman vive in Giappone, precisamente a Shinjuku, un quartiere di Tokyo. Parla giapponese, e collabora con gli artisti del posto, tra cui il polistrumentista Kitarō. Nel dicembre 2012, Friedman ha sposato la violoncellista giapponese Hiyori Okuda a Yokohama. Friedman appare alla televisione giapponese ed è anche editorialista di riviste musicali giapponesi e giornali nazionali. Parlando giapponese è diventato un membro regolare del cast del programma televisivo musicale di TXN Hebimeta-san (anglicizzato come "Mr. Heavy-Metal"). Nella trasmissione musicale nipponica "Rock Fujiyama", ha ospitato vari personaggi della musica rock e metal: da citare Paul Gilbert, Kerry King e i due chitarristi dei Dragonforce, ovvero Herman Li e Sam Totman. Ha tenuto molti clinic in diverse città Italiane.
Marty utilizza corde Ernie Ball e chitarre Jackson, marchio già utilizzato dal chitarrista in passato durante gli anni nei Megadeth (in particolare il modello Kelly KE1) ma di cui oggi utilizza il proprio modello signature 
MF1 con pickup attivi EMG, basata sul modello Monarkh. In passato, successivamente gli anni nei Megadeth, ha utilizzato chitarre Ibanez (di cui fu endorser, con un modello da lui firmato), PRS e Gibson.

## Discografia
Con gli Hawaii 
- 1983 - Made in Hawaii (EP) (pubblicato come Vixen)
- 1983 - One Nation Underground
- 1984 - Loud Wild and Heavy (EP)
- 1985 - The Natives are Restless

 Con i Cacophony 
- 1987 - Speed Metal Symphony
- 1988 - Go Off!

 Con i Megadeth 
- 1990 - Rust in Peace
- 1992 - Countdown to Extinction
- 1994 - Youthanasia
- 1995 - Hidden Treasures
- 1997 - Cryptic Writings
- 1999 - Risk

 Solista 
- 1988 - Dragon's Kiss
- 1992 - Scenes
- 1995 - Introduction
- 1996 - True Obsessions
- 2003 - Music for Speeding
- 2006 - Loudspeaker
- 2008 - Future Addict
- 2009 - Tokyo Jukebox
- 2010 - Bad DNA
- 2011 - Tokyo Jukebox 2
- 2014 - Inferno
- 2017 - Wall of Sound
- 2021 - Tokyo Jukebox 3
- 2024 - Drama

 Apparizioni 
- 1989 - Shout - In Your Face
- 2000 - The VU - Phoenix Rising
- 2003 - Ken Tamplin and Friends - Wake the Nations
- 2005 - Fozzy - All That Remains
- 2012 - Skyharbor - Blinding White Noise: Illusion and Chaos
- 2015 - Enzo and the Glory Ensemble - In the Name of The Father
- 2017 - Enzo and the Glory Ensemble - In the Name of The Son
- 2020 - Enzo and the Glory Ensemble - In the Name of The World Spirit

 Tribute album 
- 1996 - Spacewalk: A Tribute to Ace Frehley
- 1997 - Dragon Attack: A Tribute to Queen
- 1999 - Humanary Stew: A Tribute to Alice Cooper
- 2006 - Welcome to the Nightmare: An All Star Salute to Alice Cooper
- 2007 - Luna Sea Memorial Cover Album

## DVD/VHS

### Con i Megadeth
- 1991 - Rust in Peace
- 1992 - Countdown to Extinction
- 1995 - Evolver - Making of Youthanasia

### Video Didattici
- 1991 - Exotic Metal Guitar
- 1992 - Melodic Control
- 1996 - The Essential
- 2000 - Electric Guitar Day One